# Cordemoya
Cordemoya es un género con dos especies de plantas de flores perteneciente a la familia Euphorbiaceae. 
Es un sinónimo del género Hancea.

## Especies seleccionadas
- Cordemoya acuminata
- Cordemoya integrifolia